# Kazimierz Lubomirski
Kazimierz Lubomirski (ur. 16 lipca 1869 w Przeworsku, zm. 15 grudnia 1930 w Krakowie) – polski książę, dyplomata i działacz sportowy, pierwszy poseł RP w Waszyngtonie (1919–1922), w latach 1921–1929 prezes Polskiego Komitetu Olimpijskiego. Członek MKOl od 1923, w 1922 roku posiadał majątki ziemskie o powierzchni 13 020 ha.

## Życiorys
Był synem Jerzego Henryka i Cecylii z Zamoyskich, bratem Andrzeja. W 1888 zdał maturę w III Państwowym Gimnazjum im Jana III Sobieskiego w Krakowie a następnie studiował prawo na UJ. W latach 1901–1913 był posłem do Sejmu Krajowego Galicji VIII i IX kadencji reprezentując IV kurię okręgu myślenickiego. W sejmie pracował w komisjach szkolnej, kolejowej (projekt budowy linii kolejowej do Chabówki) i reform agrarnych. Związany z krakowskimi konserwatystami od 1913 należał do Stronnictwa Prawicy Narodowej. W 1918 w Paryżu wraz z bratem Andrzejem zabiegał o pomoc dla oblężonego Lwowa i powrót Armii gen. Hallera do kraju. Jako poseł Polski w Waszyngtonie od 1 września 1919 prowadził rozmowy w sprawie  pożyczki amerykańskiej dla Polski. Po zakończeniu misji 31 października 1922 wycofał się za służby dyplomatycznej poświęcając działalności na rzecz ziemiańskich organizacji rolniczych. Od 1924 prezes Związku Ziemian w Krakowie, w latach 1924–1930 z przerwą w 1926 był prezesem Rady Naczelnej Organizacji Ziemiańskich. Od 1923 był także delegatem polskim do MKOl.

### Rodzina
W 1902 ożenił się z Teresą Marią z Wodzickich (1883–1948), był ojcem czworga dzieci: Henryka (1905–1986), Cecylii (1907–2001), Sebastiana (ur. 1908) oraz Andrzeja (1911–2003). Pochowany został w kaplicy rodzinnej św. Róży Limańskiej w kościele oo. dominikanów w Krakowie.

## Ordery i odznaczenia
- Krzyż Komandorski Orderu Odrodzenia Polski (8 listopada 1930)[2]
- Komandor Orderu Legii Honorowej (Francja)
- Komandor Orderu Zasługi Rolniczej (Francja)